# 2024年世界水泳選手権アメリカ領ヴァージン諸島選手団
2024年世界水泳選手権アメリカ領ヴァージン諸島選手団は、2024年2月2日から2月18日までカタールのドーハで開催された第21回世界水泳選手権のアメリカ領ヴァージン諸島選手団、およびその競技結果。

## 選手団
- 人員: 選手 2人

## 選手名簿・結果
| 選手                 | 種目           | 予選      | 予選 | 準決勝   | 準決勝   | 決勝     | 決勝     |
| 選手                 | 種目           | 結果      | 順位 | 結果     | 順位     | 結果     | 順位     |
| -------------------- | -------------- | --------- | ---- | -------- | -------- | -------- | -------- |
| ケーデン・グリーソン | 男子200m自由形 | 1分59秒66 | 63位 | 予選敗退 | 予選敗退 | 予選敗退 | 予選敗退 |
| ケーデン・グリーソン | 男子400m自由形 | 4分17秒52 | 54位 | -        | -        | 予選敗退 | 予選敗退 |
| ライリー・ミラー     | 女子100m自由形 | 1分01秒08 | 49位 | 予選敗退 | 予選敗退 | 予選敗退 | 予選敗退 |
| ライリー・ミラー     | 女子100m背泳ぎ | 1分09秒47 | 50位 | 予選敗退 | 予選敗退 | 予選敗退 | 予選敗退 |